# 辽宁出版集团
辽宁出版集团是位于中华人民共和国辽宁省沈阳市和平区十一纬路25号的一家出版社，2000年1月经中共中央宣传部、国家新闻出版总署和中国共产党辽宁省委员会、辽宁省人民政府批准正式成立，是中国第一家政企分开、政事分开的出版社。
2016年10月，北方联合出版传媒（集团）股份有限公司发出公告拟收购辽宁出版集团。2017年5月18日，北方联合出版传媒股份有限公司经股东大会审议通过议案，整体收购控股股东辽宁出版集团有限公司下属的辽宁人民出版社、辽宁教育出版社、辽宁民族出版社全部股权，标志着辽宁出版集团图书出版企业实现整体上市。